# Gallinara
Gallinara nebo také Isola d'Albenga (ligursky A Gainâa) je neobydlený ostrov v Ligurském moři, který patří k italské provincii Savona. Pro svůj tvar je přirovnáván k želvě, má délku 470 metrů a šířku 450 metrů, nejvyšší bod se nachází 87 metrů nad mořskou hladinou. Od pobřeží Riviera di Ponente je vzdálen 1,5 km, nejbližším městem je Albenga.
Název znamená „slepičí ostrov“, o velkém množství zdivočelých kurů se zmiňuje již Marcus Terentius Varro Reatinus. Svatý Martin z Tours se na ostrov uchýlil v padesátých letech 4. století po konfliktu s ariány a žil zde jako poustevník. Později zde řád svatého Kolumbána zřídil klášter, který po něm převzali benediktini. Od roku 1842 je Gallinara v soukromém vlastnictví. Vedle rozvalin kláštera se zde nachází také gotický kostelík a strážní věž proti pirátům ze 16. století. Za druhé světové války využívala ostrov německá armáda jako pozorovatelnu a váleční zajatci zde vybudovali rozsáhlý systém podzemních chodeb.
Ostrov je porostlý původní středomořskou vegetací a jako významné hnízdiště racka středomořského byl v roce 1989 vyhlášen přírodní rezervací (lokalita významná pro Společenství), kam je možný vstup jen na zvláštní povolení. Okolní moře je vyhledáváno potápěči, vyskytuje se zde muréna obecná, kanic gauza, ropušnice obecná, nahožábří a sasanky. Oblast kolem Gallinary prozkoumal průkopník podmořské archeologie Nino Lamboglia.